# Arroyo Carrasco
Arroyo Carrasco lub Arroyo de Carrasco – potok w Urugwaju w Ameryce Południowej.
Potok płynie wzdłuż granicy Montevideo i departamentu Canelones. Po prawym brzegu znajdują się barrios: 
Manga - Toledo Chico, Villa García - Manga Rural, Bañados de Carrasco, Carrasco Norte i Carrasco, zaś po lewym miejscowości: Toledo, Suárez, Cassarino, Baros Blancos, Colonia Nicolich, Paso de Carrasco oraz Barra de Carrasco, gdzie potok uchodzi do estuarium La Platy.